# Dyspozycja (element normy prawnej)
Dyspozycja - element normy prawnej, który określa to, jak ktoś ma lub może się zachować (co mu wolno, czego może się on domagać od innych, co jest mu zabronione, co jest mu nakazane).
O dyspozycji mówi się, że wyznacza ona zakres normowania (regulowania) normy prawnej.